# BMW na dirkah 1000 km Nürburgringa
Prvo vzdržljivostno dirko športnih avtomobilov 1000 km Nürburgringa so priredili 31. avgusta 1953 na dirkališču Nürburgring. Cilj dirke je prevoziti progo 1000 kilometrov v najkrajšem času. Dirkači tekmujejo v različnih razredih. Do l.1991 je bila dirka del svetovnega prvenstva športnih dirkalnikov.
- Sezona 1963:

BMW je posodil motor z 850 cm³ prostornine ekipi Martini-BMW, ki je zmagala v skupini P850 (skupina prototipi do 850 cm³ prostornine).
- Sezona 1965:

Posodili so motor ekipi Martini-BMW s prostornino 1000 cm³, kjer je zmagala v skupini P1.0 (skupina prototipi do 1000 cm³ prostornine).
- Sezona 1970:

Posodili so štirivaljni motor ekipi Chevron B8 s prostornino 1991 cm³, ki je zmagala v skupini S2.0 (skupina športni do 2000 cm³ prostornine).
- Sezona 1971:

BMW je posodil motor ekipi Redex RPA-BMW s prostornino 2000 cm³, ki je zmagala v skupini P2.0 (skupina prototipi do 2000 cm³ prostornine).
- Sezona 1973:

Nastopili so z BMW 3.0 CSL s šestvaljnim 3000 cm³ motorjem in zmagali v skupini T+3.0 (skupina touring nad 3000 cm³ prostornine). Prav tako so z dirkalnikom BMW 2002 TII in štirivaljnikom 1990 cm³ prostornine zmagali v skupini T2.0 (skupina touring do 2000 cm³ prosotrnine).
- Sezona 1975:

Ponovno so dirkali z dirkalniki BMW 3.0 CSL z 3498 cm³ šestvaljnikom in zmagali v skupini T+2.0 (skupina touring nad 2000 cm³ prostornine). Tudi z dirkalnikom BMW 2002 TI z 1990 cm³ štirivaljnikom so zmagali v skupini T2.0.
- Sezona 1976:

Tekmovali so z ekipo Team BMW Schnitzer in dirkalnikom BMW 3.5 CSL v skupini GR.5+3.0 (skupina 5 nad 3000 cm³ prostornine), kjer so z dirkačema Albrechtom Krebsom in Dieterjem Questerjem prvič osvojili skupno zmago na dirki. Motor je bil 3496 cm³ vrstni šestvaljnik. Z dirkalnikom BMW 2002 TII zmagajo v skupini GR.5 2.0 (skupina 5 do 2000 cm³ prostornine), prav tako z dirkalnikom BMW 2002 TI zmagajo v skupini T2.0.
- Sezona 1977:

Z dirkalnikom BMW 320 so zmagali v skupini GR.5 2.0 ter z dirkalnikom BMW 2002 prav tako zmagajo v skupini T/GT 2.0 (skupina Touring/Grand Touring do 2000 cm³ prostornine).
- Sezona 1978:

Z dirkalnikom BMW 320 so zmagali v skupini GR.5 2.0 ter z dirkalnikom BMW 320i zmagajo v skupini T/GT 2.0.
- Sezona 1979:

Štirivaljni 2000 cm³ motor so posodili ekipi Lola T390-BMW, ki zmaga v skupini S2.0.
- Sezona 1980:

Nastopali so z ekipo BMW Motorsport GmbH in dirkalnikom BMW M1, ki zmaga v skupini GTX+2.0 (skupina GTX nad 2000 cm³ prostornine) z dirkačema Hans-Joachimom Stuckom in Nelsonom Piquetom. Motor pa so posodili še ekipi Chevron B31-BMW, ki je zmagala v skupini S2.0.
- Sezona 1981:

Z dirkalnikom BMW 320i so zmagali v skupini T (skupina Touring), prav tako z dirkalnikom BMW M1 zmagajo v skupini GT (skupina Grand Touring). Z dirkalnikom BMW M1 Sauber so z dirkačema Hans-Joachimom Stuckom in Nelsonom Piquetom drugič osvojili skupno zmago na dirki.
- Sezona 1982:

Dirkalnik BMW 535i zmaga v skupini T, prav tako dirkalnik BMW M1 v skupini GT. Dirkalnik BMW M1 GR5 pa zmaga v skupini GR.5 (skupina 5).
- Sezona 1984:

Z dirkalnikom BMW M1 zmagajo v skupini B.